# Olympische Sommerspiele 2004/Teilnehmer (Britische Jungferninseln)
| Gelbes Symbol für Goldmedaillen mit stilisierten Olympischen Ringen | Graues Symbol für Silbermedaillen mit stilisierten Olympischen Ringen | Braundes Symbol für Bronzemedaillen mit stilisierten Olympischen Ringen |
| ------------------------------------------------------------------- | --------------------------------------------------------------------- | ----------------------------------------------------------------------- |
| —                                                                   | —                                                                     | —                                                                       |

Die britischen Jungferninseln nahmen an den Olympischen Sommerspielen 2004 in Athen, Griechenland, mit einer Delegation von einem Sportler (ein Mann) teil.

## Teilnehmer nach Sportarten

### Leichtathletik
- Dion Crabbe
200 Meter: Vorläufe